# Matthew Koma
Matthew Koma, nome d'arte di Matthew Bair (New York, 2 giugno 1987), è un musicista, cantautore e produttore discografico statunitense, frontman del gruppo musicale "Winnetka Bowling League". 
Da solista è autore di numerosi brani di successo, tra cui  Spectrum e Clarity, quest'ultimo riconosciuto con un Grammy Award.
Ispirato da Elvis Costello e Bruce Springsteen, Koma ha scritto e prodotto brani per numerosi artisti, tra cui Zedd, Britney Spears, Carly Rae Jepsen, Kelly Clarkson, Shania Twain, 5 Seconds of Summer, Giorgio Moroder, Hardwell, Tiësto e la moglie Hilary Duff.
Dal 2012 ha inoltre pubblicato due EP, Parachute e The Cherrytree Sessions, e numerosi singoli e collaborazioni, tra cui Wasted (brano vincitore di 5 dischi d'oro, di cui uno ottenuto nel 2014 in Italia) con Tiësto e, inoltre, Clarity e Spectrum con Zedd, vincendo con i due brani rispettivamente un BMI Pop Awards come autore e un Billboard Music Awards (oltre che al sopracitato Grammy).

## Vita privata
Matthew Koma ha frequentato la Seaford High School a Seaford, New York.
È stato fidanzato tra il 2012 e il 2015 con la cantante Carly Rae Jepsen; Matthew Koma ha conosciuto la cantante canadese mentre lui collaborava al suo album Kiss.
Da Gennaio 2017 frequenta la cantante e attrice Hilary Duff; tale conoscenza è avvenuta nel corso della produzione dell'album della Duff Breathe In. Breathe Out.. Il 21 dicembre 2019 la coppia si sposa a Los Angeles.

## Carriera
Dopo aver cantanti e inciso testi di canzoni sin dalla giovane etá, ottiene il primo contratto discografico a soli 16 anni, anche se con risultati assai modesti.
Membro tra il 2007 e il 2011 della band rock Eve 6, Matthew Koma è stato notato da Jimmy Iovine, che lo ha firmato per la Interscope Records dopo aver visto una performance acustica di She. In seguito, nel maggio del 2012, ha pubblicato il suo primo EP Parachute, coprodotto con vari collaboratori: Twice as Nice, Alex da Kid, Sam Watters, Louis Biancanello e Ari Levine.
Da allora, dopo aver terminato il precedente tour con Owl City, ha preso parte al tour mondiale Sorry For Party Rocking con i LMFAO e i Far East Movement. Nella primavera del 2013, insieme a Charli XCX, ha supportato Ellie Goulding durante il suo tour in Europa.
Il 2014 è stato un anno fondamentale per il cantante statunitense, ha infatti collaborato con Hardwell nel singolo Dare You, con la star di musica elettronica Audien in Serotonin, con Showtek in Cannonball (Eartquake) e con Afrojack nel suo album di debutto Forget the World e precisamente nei singoli Keep Your Love Alive e Illuminate. Sempre nel 2014 ha collaborato nell'album A Town Called Paradise di Tiësto per Wasted e Written In Reverse.
Nel 2015 partecipa alla canzone Hysteria contenuta nell'album Neon Future II di Steve Aoki. Nello stesso anno conosce Hilary Duff durante le fasi di produzione e registrazione di alcune tracce per il nuovo progetto discografico Breathe In. Breathe Out., ed è produttore e autore di alcuni brani per Piece by Piece di Kelly Clarkson, Interstellaires di Mylène Farmer, Bryan Rice e del brano Addicted to a Memory di Zedd.
Nel 2017, Koma ha prodotto diversi brani per il quinto album in studio di Shania Twain, Now, tra cui il singolo principale Life's About to Get Good. Nello Stesso anno è ospite dell'album della Downes Braide Association Skyscraper Souls.
Nell'agosto 2018 ha presentato per la prima volta il brano On the 5, sia come singolo che come video nell'ambito del suo nuovo progetto discografico con la RCA Records "Winnetka Bowling League". La formazione del gruppo di musica pop alternativo e indie pop prevede Matthew Koma alla voce e alla chitarra, il fratello Kris Mazzarisi alla batteria e Sam Beresford alle tastiere.
Nel 2019 collabora nelle tracce Traffic, I Like Girls, I Have a Rose del musicista newyorkese Jed Davis. Nel 2020 è produttore di Swimming in the Stars di Britney Spears, singolo promozionale per la versione deluxe dell'album Glory della Spears.
Nel 2021 Demi Lovato sceglie Easy, canzone scritta da Koma, per il nuovo album Dancing With The Devil... The Art Of Starting Over e Matthew ne diventa produttore.

## Discografia da solista
EP
- 2012 - Parachute
- 2013 - The Cherrytree Sessions

Singoli
- 2012 - Parachute
- 2013 - One Night
- 2015 - So F**kin' Romantic
- 2015 - Emotional (con Flux Pavilion)
- 2015 - I Wish (My Taylor Swift) (con i The Knocks)
- 2016 - Kisses Back
- 2017 - Hard to Love
- 2017 - Dear Ana (con Jai Wolf)
- 2017 - We Might Fall (con Ghastly)
- 2017 - Suitcase
- 2018 - Serious (con Midnight Kids)

### Collaborazioni
- 2011 - Birthday Dress (con Lil Playy)
- 2012 - Spectrum (con Zedd)
- 2012 - Sparks (Turn Off Your Mind) (con Fedde Le Grand e Nicky Romero)
- 2012 - Years (con Alesso)
- 2012 - Ain't Coming Down (con Far East Movement e Sidney Samson)
- 2012 - End of Pretend (con Black Cards)
- 2013 - Dare You (con Hardwell)
- 2013 - Cannonball (Earthquake) (con Showtek & Justin Prime)
- 2014 - Cheap Sunglasses (con RAC)
- 2014 - Find You (con Zedd)
- 2014 - Wasted (con Tiësto)
- 2014 - Serotonin (con Audien)
- 2014 - Illuminate (con Afrojack)
- 2014 - Keep Our Love Alive (con Afrojack)
- 2014 - Written in Reverse (con Tiësto & Hardwell)
- 2015 - Tempted (con Giorgio Moroder)
- 2015 - Hysteria (con Steve Aoki)
- 2018 - Over Getting Over You (con Said the Sky)
- 2019 - Traffic (con Jed Davis)
- 2019 - I Like Girls (con Jed Davis)
- 2019 - I Have a Rose (con Jed Davis)
- 2020 - Never Let You Go (con RAC e Hilary Duff)

### Come autore dei testi
| Canzone                      | Anno | Artista             | Album                                              |
| ---------------------------- | ---- | ------------------- | -------------------------------------------------- |
| Clarity                      | 2012 | Zedd                | Clarity                                            |
| Talk Dirty                   | 2012 | Black Cards         | Use Your Disillusion EP                            |
| Put Your Graffiti on Me      | 2012 | Kat Graham          | Against the Wall                                   |
| Heart Killer                 | 2012 | Kat Graham          | Against the Wall                                   |
| Turn Up the Love             | 2012 | Far East Movement   | Dirty Bass                                         |
| This Kiss                    | 2012 | Carly Rae Jepsen    | Kiss                                               |
| Hurt So Good                 | 2012 | Carly Rae Jepsen    | Kiss                                               |
| More Than a Memory           | 2012 | Carly Rae Jepsen    | Kiss                                               |
| I Know You Have a Girlfriend | 2012 | Carly Rae Jepsen    | Kiss                                               |
| Sweetie                      | 2012 | Carly Rae Jepsen    | Kiss                                               |
| Melt with You                | 2012 | Carly Rae Jepsen    | Kiss                                               |
| Almost Said It               | 2012 | Carly Rae Jepsen    | Kiss                                               |
| Calling (Lose My Mind)       | 2012 | Sebastian Ingrosso  | Until Now                                          |
| Take a Picture               | 2013 | Carly Rae Jepsen    |                                                    |
| A Town Called Paradise       | 2014 | Tiesto              | A Town Called Paradise                             |
| Set Yourself Free            | 2014 | Tiesto              | A Town Called Paradise                             |
| Body Talk (Mammoth)          | 2014 | Dimitri Vegas       |                                                    |
| Someone                      | 2015 | Kelly Clarkson      | Piece by Piece                                     |
| City Of Love                 | 2015 | Mylène Farmer       | Interstellaires                                    |
| Confetti                     | 2015 | Hilary Duff         | Breathe In. Breathe Out.                           |
| Breathe In. Breathe Out.     | 2015 | Hilary Duff         | Breathe In. Breathe Out.                           |
| Arms Around a Memory         | 2015 | Hilary Duff         | Breathe In. Breathe Out.                           |
| Addicted to a Memory         | 2015 | Zedd                | True Colors                                        |
| Stay Awake                   | 2015 | Bryan Rice          | Here Me As I Am                                    |
| Home Now                     | 2017 | Shania Twain        | Now                                                |
| Who's Gonna Be Your Girl     | 2017 | Shania Twain        | Now                                                |
| Roll Me on the River         | 2017 | Shania Twain        | Now                                                |
| Life's About to Get Good     | 2017 | Shania Twain        | Now                                                |
| Babylon                      | 2018 | 5 Seconds of Summer | Youngblood                                         |
| Feeling Myself               | 2018 | The Knocks          | New York Narcotic                                  |
| Swimming in the Stars        | 2020 | Britney Spears      | Glory                                              |
| Love Me When I Don't         | 2021 | Pentatonix          | The Lucky Ones                                     |
| Coffee in Bed                | 2021 | Pentatonix          | The Lucky Ones                                     |
| Be My Eyes                   | 2021 | Pentatonix          | The Lucky Ones                                     |
| A Little Space               | 2021 | Pentatonix          | The Lucky Ones                                     |
| Bored                        | 2021 | Pentatonix          | The Lucky Ones                                     |
| Exit Signs                   | 2021 | Pentatonix          | The Lucky Ones                                     |
| Never Gonna Cry Again        | 2021 | Pentatonix          | The Lucky Ones                                     |
| It's Different Now           | 2021 | Pentatonix          | The Lucky Ones                                     |
| Easy                         | 2021 | Demi Lovato         | Dancing with the Devil... the Art of Starting Over |
| Heartlands                   | 2022 | Mandy Moore         | In Real Life                                       |
| Little Victories             | 2022 | Mandy Moore         | In Real Life                                       |
| Brand New Nowhere            | 2022 | Mandy Moore         | In Real Life                                       |
| Turbulence                   | 2023 | Pink                | Trustfall                                          |
| Better Now                   | 2023 | Ruston Kelly        | The Weakness                                       |